# Татищев, Александр Иванович
Граф (с 22 августа 1826) Алекса́ндр Ива́нович Тати́щев (8 (19) августа 1763 — 17 (29) июня 1833) — российский военачальник эпохи Наполеоновских войн, генерал от инфантерии (1823), военный министр в 1823-1827 гг.

## Биография
Александр Иванович Татищев происходит из древнего дворянского рода Татищевых. Родился 8 августа 1763 года в семье рыльского уездного предводителя дворянства капитана Ивана Алексеевича Татищева (1738—1786). Приходился племянником Николаю Алексеевичу Татищеву (будущему генералу от инфантерии и графу).
Получил домашнее образование. В январе 1774 года поступил вахмистром в Новотроицкий кирасирский полк. Сентябрь 1776 года — корнет, сентябрь 1779 года — поручик, март 1784 — ротмистр, июнь 1787 года — секунд-майор. Вместе с полком принял участие в Русско-турецкой войне 1787—1792 годов, участвовал в осаде крепости Очаков в 1788 году. В сентябре 1790 года произведён в премьер-майоры. Участвовал в войне с Польшей в 1792 году. Пожалован чином подполковника за отличие в сражении под Гриновым в июне 1792 года. В октябре 1793 года перевёлся в Полтавский легкоконный полк, откуда в январе 1794 года Высочайшим указом командирован в Придворную конюшенную контору с званием «присутствующего». В феврале 1795 года был назначен управляющим экипажами Великих князей Александра и Константина Павловичей, в чине унтер-шталмейстера.
После восшествия на престол императора Павла I, 9 ноября 1796 года пожалован чином полковника. 18 октября 1797 года переименован в чин статского советника с оставлением в должности советника Придворной конюшенной конторы. 9 июля 1798 года уволен от службы, по прошению «за болезнью», с производством в чин действительного статского советника.
9 июля 1801 года принят на службу, с зачислением в провиантский штат и переименованием в генерал-майоры. 13 августа 1803 года уволен от службы. Поселился в Москве. В ноябре 1806 года, когда формировалась милиция, московское дворянство избрало Татищева сначала московским уездным начальником, а затем бригадным начальником подвижной милиции. В этом звании он обратил на себя внимание императора Александра I, который в 1807 году пожаловал ему орден Святой Анны 1-й степени, несколько позже — алмазные знаки этого ордена, и 24 марта 1808 года назначил генерал-кригскомиссаром. В 1810 году награждён орденом Святого Владимира 2-й степени. 30 августа 1811 года произведён в генерал-лейтенанты.
Поскольку после создания Главного штаба Его Величества в ведении военного министра осталась в основном исключительно хозяйственная часть военного ведомства, Татищев, главный интендант в течение 15 лет, считался подходящим кандидатом для занятия поста военного министра. 14 марта 1823 года назначен исправляющим должность военного министра. 12 декабря произведён в генералы от инфантерии с утверждением в должности военного министра. Назначен сенатором и членом Государственного совета. В 1824 году награждён орденом Святого Александра Невского.
В январе 1826 года назначен председателем Следственной комиссии по делу о декабристах. Декабрист А. Е. Розен так вспоминал о Татищеве:

«Председатель комиссии Татищев редко вмешивался в разбор дела; он только иногда замечал слишком ретивым ответчикам: „Вы, господа, читали всё — и Destutt-Tracy, и Benjamin Constant, и Bentame — и вот куда попали, а я всю жизнь мою читал только священное писание, и смотрите, что заслужил“, — показывая на два ряда звёзд, освещавших грудь его.»

В день коронации императора Николая I, 22 августа 1826 года, возведён, с нисходящим потомством, в графское Российской империи достоинство. Пожалован орденом Святого Владимира 1-й степени. 26 августа 1827 года уволен, по прошению «за болезнью», от службы. Скончался без потомства 17 июня 1833 года.

## Награды
- Орден Святой Анны 2-й степени (15.02.1802)
- Орден Святой Анны 1-й степени (09.06.1808)
- Алмазные знаки к ордену Святой Анны 1-й степени (02.10.1808)
- Орден Святого Владимира 2-й степени (11.05.1810)
- Орден Святого Александра Невского (18.12.1819)
- Орден Святого Владимира 1-й степени (01.01.1826)
- Бриллиантовые знаки к ордену Святого Александра Невского (25.06.1826)

## Семья
Жена — Варвара Александровна Буткевич (1776—14.05.1853), дочь командира Белозерского полка А. Д. Буткевича, знакомая Пушкина, возможный прототип графини в его поэме «Домик в Коломне». Её сестра графиня Екатерина Стройновская во втором браке была за Е. А. Зуровым. За заслуги мужа графиня Татищева была пожалована малым крестом ордена святой Екатерины (25.07.1825). Состояла членом Санкт-Петербургского дамского попечительного о тюрьмах комитета и делала крупные пожертвования в пользу церкви. Овдовев, графиня Татищева около двадцать лет прожила в Сергиевом Посаде, где впоследствии и была похоронена, приняв схиму под именем Анастасии. На средства графини в 1853 году в Донском больничном корпусе Троице-Сергиевой лавры была устроена больничная церковь в честь св. Варвары и Анастасии, и корпус стал называться Варваринским.